# Василёво (Большесвятцовское сельское поселение)
Василёво — деревня в Торжокском районе Тверской области России, входит в состав Большесвятцовского сельского поселения.
Расположена в центре региона, в северной части Торжокского района, на правом берегу реки Тверцы, примерно в 6,5 км к северу от районного центра — города Торжка — и 1,5 км к западу от федеральной автомагистрали «Россия» М10. В деревне две улицы — Новая и Центральная. Ближайшие населённые пункты — деревни Митино, Прутенка и Прутня.

## История

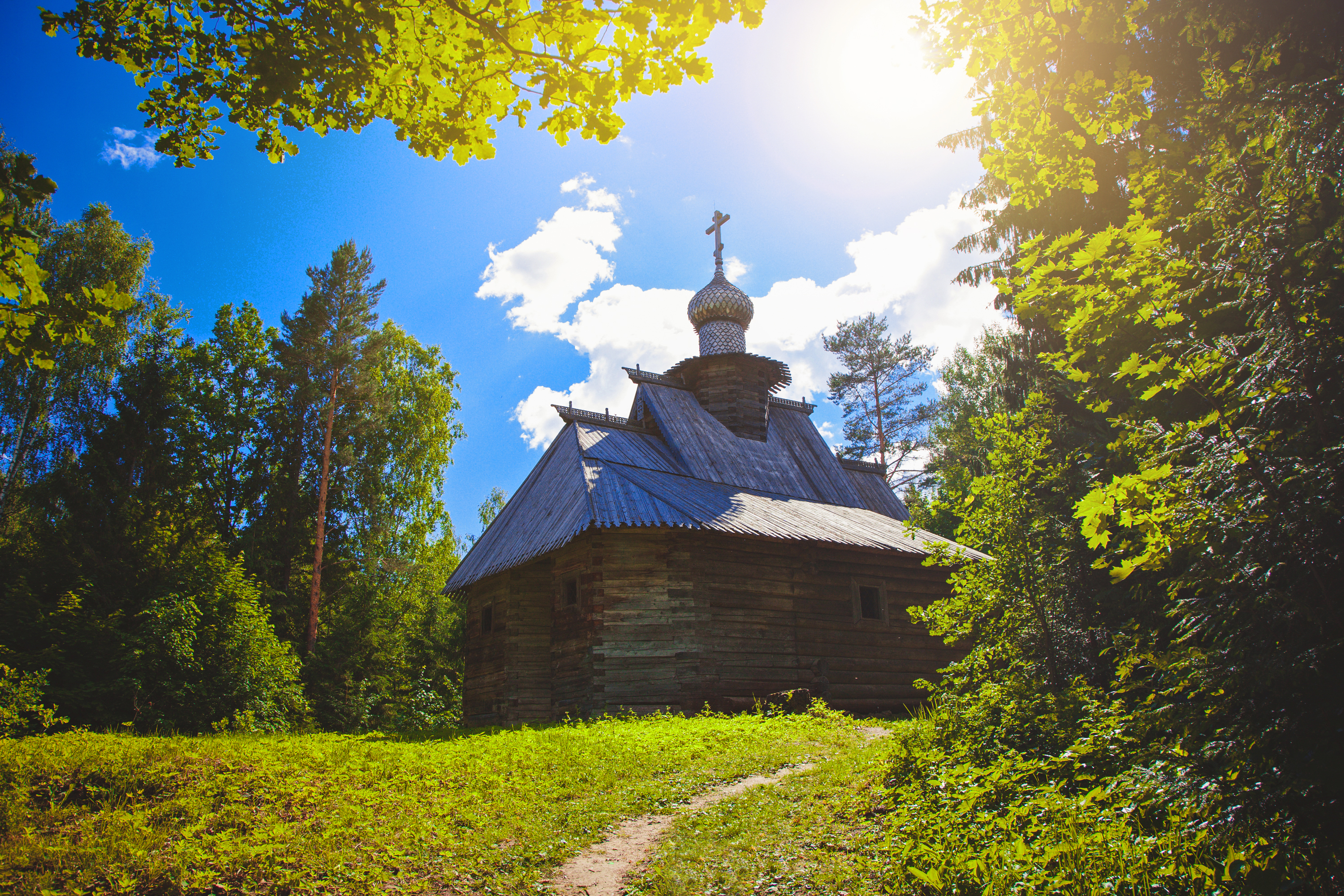
Деревянная Знаменская церковь в Музее деревянного зодчества «Василёво»

На карте 1853 года А. И. Менде деревня обозначена как Васильево. По сведениям 1859 года, владельческое сельцо 2-го стана Новоторжского уезда Тверской губернии, при реке Тверце, в 8 верстах от уездного города и 29 верстах от становой квартиры, с 15 дворами, заводом и 167 жителями (93 мужчины, 74 женщины). В 1884 году — деревня Прутенского прихода Новоторжской волости Новоторжского уезда с 22 дворами и 165 жителями (77 мужчин, 88 женщин).

## Население
| 1859 | 1884 | 2002 | 2010 |
| ---- | ---- | ---- | ---- |
| 167  | ↘165 | ↘33  | ↘25  |

## Достопримечательности
Южнее деревни находится усадьба Василёво с архитектурно-этнографическим музеем под открытым небом.